# Bass house
Bass house er en house-genre som opstod i begyndelsen af 2010'erne. Genren blander elementer fra forskellige former for Future house, fidgethouse, riddim og deephouse.
Bass house fik hurtigt opnået popularitet i takt med årene i samme årti. Der bliver typisk indarbejdet UK bass-elementer ind i genrens trommeprogrammering, med synthled som ofte ligner det man finder i 'EDM'-genrer (elektronisk dansemusik (en)) såsom riddim eller UK bass. 
Generelle indflydelser fra future bass, inkluderende hurtige hi-hatte, 808-snarer og højtonede synths kan blive fundet i mange numre. Trommemelodierne i bass house har en tendens til at være mere intensive end typiske trommemelodier i house-musik, hvor de ofte tager meget indflydelse fra UK Garage.